# Anissim Jakimowitsch Moljarow
Anissim Jakimowitsch Moljarow (russisch Анисим Якимович Моляров; * um 1677 in einem Dorf im späteren Lodeinoje Pole; † 1725 in St. Petersburg) war ein russischer Schiffbauer und Wasserbauingenieur.

## Leben
Moljarows Vater Jakim Moljarow war Windmühlen- und Wassermühlen-Sägewerk-Meister und führte seinen Sohn schon früh in dieses Handwerk ein.
Moljarow gehörte zu Peters I. Spielzeugregiment, das auf Befehl Zar Alexeis I. zur Belustigung seines Sohnes Peter I. gebildet worden war. Als 1688 Peter I. sich für eine Spielzeugflottille auf dem Pleschtschejewo-See begeisterte, begann er mit Moljarow, Lukjan Wereschtschagin und anderen Mitgliedern seines Spielzeugregiments Schiffe zu bauen, wobei Peters I. Ausbilder und Freund Franz Timmerman ihr Lehrmeister war. Aus Peters I. Spielzeugregiment entstanden 1691 das Preobraschenski Leib-Garderegiment und das Semjonowski-Leibgarderegiment, sodass nun Moljarow Bombardier im Preobraschenski-Regiment war. Ab 1696 arbeitete Moljarow auf der Linienschiff-Werft in Woronesch, wo Galeeren für die Asowfeldzüge gebaut wurden.
Als Peter I. mit der Großen Gesandtschaft 1697 nach Amsterdam kam, gehörte Moljarow dabei zur ersten Volontär-Zehnergruppe. Er studierte zusammen mit Fedossei Skljajew,  Lukjan Wereschtschagin und anderen Volontären in den Niederlanden, England, Venedig und Dänemark den Schiffbau in Theorie und Praxis. Nach der Rückkehr der Großen Gesandtschaft ließ Peter I. noch ein Jahr lang Moljarow in den Niederlanden Wassermühlen, Pumpen, Pumpwerke und andere Wasserbauwerke studieren. Moljarow erwarb sich neben dem Schiffbau ein umfangreiches Wissen zum Bau von Kanälen, Schleusen, Werften, Hellingen und Docks, und er beherrschte das Baggern.

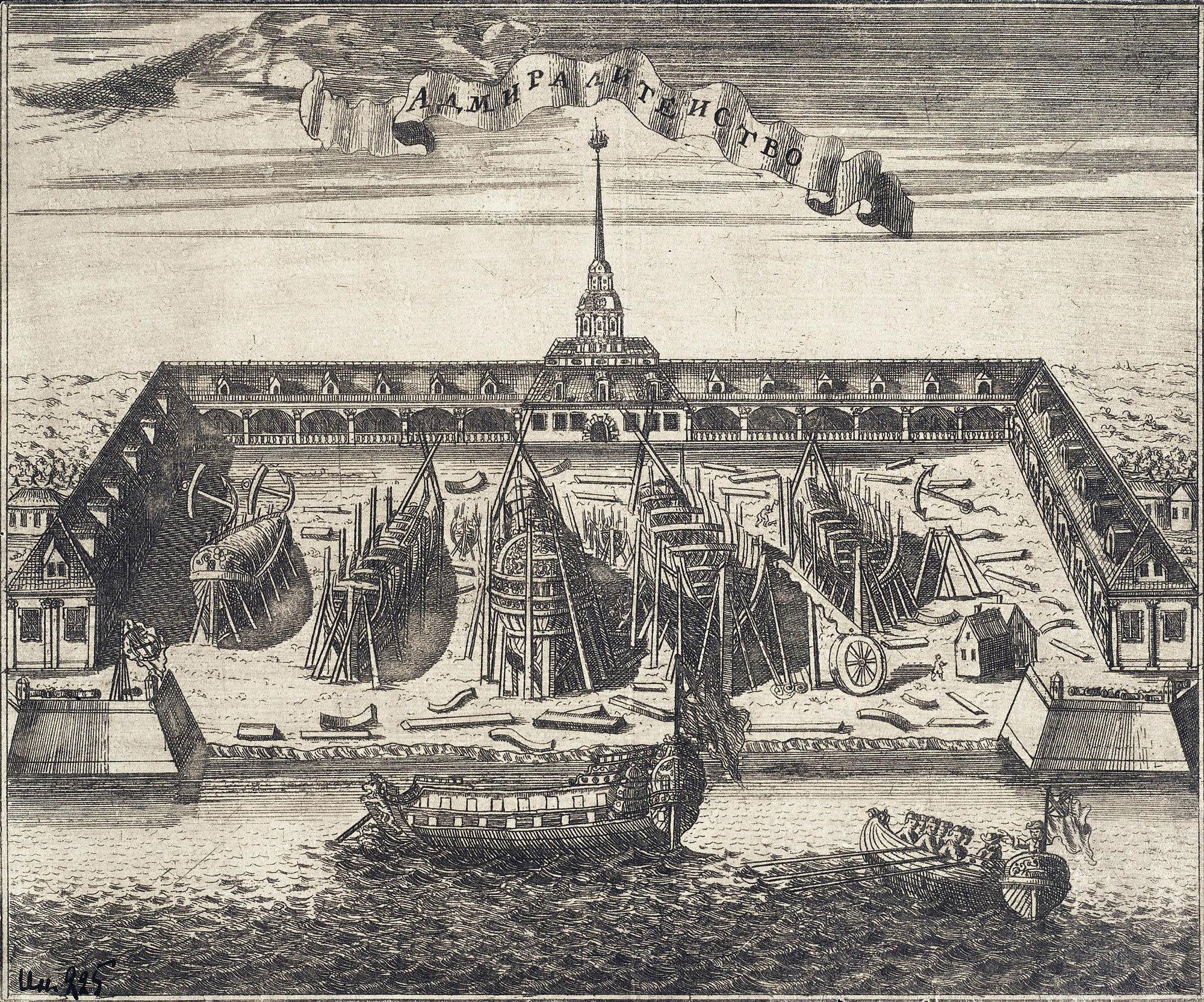
Admiralität (1716)

Im Januar 1699 kehrte Moljarow nach Russland zurück. Peter I. prüfte sein Wissen und seine Fertigkeiten, ernannte ihn zum Schiffbau-Untermeister mit ungewöhnlich hohem Gehalt und schickte ihn nach Woronesch. Er beteiligte sich am Linienschiffbau und leitete alle Arbeiten zur Flussvertiefung und zur Ausrüstung von Docks und Schleusen in der Woronescher Admiralität. Häufig wurde er zum Bau neuer Häfen und Docks eingesetzt, 1705 unterstützte Moljarow den Schiffbau-Meister Fedossei Skljajew, der im Auftrag Peters I. an der Mündung der Tawrowka in den Woronesch die neue Tawrow-Admiralität mit 11 Docks aufbaute. 1709 prüften Skljajew und Moljarow im Auftrag Peters I. in Asow die Möglichkeiten für die Gründung einer Linienschiffwerft, worauf sie Peter I. überzeugten, die Werft in Taganrog zu bauen. Moljarow beteiligte sich am Aufbau des Hafens und der Werft in Taganrog und entwickelte Projekte für Trockendocks auf den  Werften in Tawrow und am in den Don mündenden Osserel.
Als 1712 der Schiffbau in der Woronescher Admiralität eingeschränkt wurde und die russischen und ausländischen Schiffbau-Meister nach Moskau und St. Petersburg versetzt wurden, ging auch der Dock-Meister Moljarow mit fünf Lehrlingen nach St. Petersburg und wurde nach Ukas Peters I. Meister verschiedener Künste in der dortigen Admiralität. Er projektierte und baute verschiedene Wasserbauwerke und Hafenanlagen. 1714 wurde er Besitzer eines Grundstücks in St. Petersburg, auf dem er sich mangels Mitteln nur ein Holzhaus bauen konnte. Nach einem eigenen Projekt baute Moljarow 1720 in St. Petersburg neben der Isaakskathedrale eine spezielle Helling mit Steintoren am Admiralitätskanal, der die Admiralität mit dem Wassersystem der Neu-Holland-Insel verband. Auf der Helling sollten das  Linienschiff Riga und die Fregatte Wekker aufs Ufer gezogen werden.
In Kronstadt errichtete Moljarow eine mit einer Windmühle betriebene Entwässerungsanlage nach niederländischem Muster für das Abpumpen des Wassers aus dem Kronstadt-Kanal. Im Kronstädter Hafen  baute er Kräne und Pumpwerke. Auch war er an der Entwicklung neuer Artillerie-Methoden beteiligt. Nach einem Projekt Andrei Nartows fertigte Moljarow einige 44-Mörser-Feuerbatterien an als Vorläufer automatisierter Waffen. Für seine Erfindungen und Maschinen erhielt Moljarow das hohe Jahresgehalt von 600 Rubel entsprechend dem doppelten Endgehalt eines Angehörigen des damaligen Spielzeugregiments Peters I.
Moljarow starb 1725 plötzlich an Angina pectoris und wurde in St. Petersburg auf dem Ochtinski-Friedhof begraben. Aufgrund der hohen Wertschätzung Peters I. wurde Moljarows ältester Sohn Andrei dem Wasserbauingenieur Wassili Tuwolkow zur Ausbildung übergeben, mit 200 Rubel für seinen Lebensunterhalt und den seiner Mutter. Der jüngere Sohn Pjotr wurde zum Studium nach England mit 300 Rubel jährlich geschickt.